# シアーシャ・ローナン
シアーシャ・ローナン（Saoirse Ronan、1994年4月12日 - ）は、アイルランドの女優。
名の「Saoirse」はアイルランド・ゲール語で「自由」を意味する。日本では「シアーシャ」と表記・発音されるが、「エレンの部屋」に出演した際にエレン・デジェネレスから贈られた「私の名前は SUR-SHA」と書いたボードを持ったり、過去のインタビューではアメリカやイギリスだと「サーシャ」と発音されることが多いと答えている。しかし、父ポール・ローナンも「シアーシャ」と発音している。

## 来歴
アメリカ合衆国のニューヨークに生まれる。両親は共にアイルランド人で、父親のポール・ローナンは俳優。3歳の時に両親と共にアイルランドのカーロウ県に移り住んだ。
9歳の時に子役としてキャリアをスタートさせ、アイルランドのテレビシリーズなどに出演した。2007年公開の『つぐない』で13歳という史上7番目の若さでアカデミー助演女優賞にノミネートされて注目を集めた。2009年12月公開のピーター・ジャクソン監督作品『ラブリーボーン』の主役に抜擢され、クリティクス・チョイス・ムービー・アワード 若手俳優賞、ラスベガス映画批評家協会賞若手俳優賞など多くの賞を受賞した。
2015年には『ブルックリン』に主演し、ニューヨーク映画批評家協会賞で主演女優賞を受賞。その後2度目のアカデミー賞及びゴールデングローブ賞にノミネート、3度目の英国アカデミー賞にノミネートされた。
2016年3月にはイヴォ・ヴァン・ホーヴェ演出で話題となったアーサー・ミラー作『るつぼ』の邪悪な少女アビゲイル・ウィリアムズ役でブロードウェイ・デビューした(7月17日迄の限定上演)。
2017年、人気シンガーのエド・シーランのミュージックビデオ「Galway Girl」にて、エドの恋人を演じ、話題になった。またグレタ・ガーウィグが単独で初めて監督を務めた『レディ・バード』で主演を務め、アカデミー賞、英国アカデミー賞、全米映画俳優組合賞主演女優賞等の数々の映画賞にノミネートされ、ゴールデングローブ賞主演女優賞 (ミュージカル・コメディ部門)を受賞した。
2019年には再びガーウィグ監督とタッグを組み、『ストーリー・オブ・マイ・ライフ/わたしの若草物語』に主演した。本作でキャリア4度目となるアカデミー賞、5度目の英国アカデミー賞、4度目のゴールデングローブ賞等にノミネートされる。ジェニファー・ローレンスに続き史上2番目に若い4度アカデミー賞にノミネートされた女優となる。
また、アイルランド・アカデミー賞（IFTA）には10度ノミネートされ、そのうち9度受賞している。9度の受賞はIFTA受賞者内で最多で、また理事に選出されており、名実ともにアイルランドを代表する俳優である。
2024年、長年交際していたイギリス人俳優、ジャック.ロウデンと結婚した。

## 主な出演作品

### 映画
| 公開年 | 邦題 原題                                                                              | 役名                                           | 備考 | 吹き替え           |
| ------ | -------------------------------------------------------------------------------------- | ---------------------------------------------- | --- | ------------------ |
| 2007   | The Christmas Miracle of Jonathan Toomey                                               | セリア・ハードウィック                         | | N/A                |
| 2007   | つぐない Atonement                                                                     | 13歳の頃のブライオニー・タリス                 | アカデミー助演女優賞ノミネート 英国アカデミー賞 助演女優賞ノミネート ゴールデングローブ賞 助演女優賞ノミネート | 松元惠             |
| 2007   | I Could Never Be Your Woman                                                            | イジー                                         | | N/A                |
| 2008   | 奇術師フーディーニ 〜妖しき幻想〜 Death Defying Acts                                   | ベンジー                                       | | 宮本侑芽           |
| 2008   | エンバー 失われた光の物語 City of Ember                                                | リナ・メイフリート                             | | 本名陽子           |
| 2009   | ラブリーボーン The Lovely Bones                                                        | スージー・サーモン                             | 英国アカデミー賞 主演女優賞ノミネート クリティクス・チョイス・ムービー・アワード 若手俳優賞受賞 ラスベガス映画批評家協会賞若手俳優賞受賞 サターン賞若手俳優賞受賞 | 早見沙織           |
| 2010   | ウェイバック -脱出6500km- The Way Back                                                 | イレーナ                                       | | 安藤瞳             |
| 2011   | ハンナ Hanna                                                                           | ハンナ                                         | | 安藤瞳             |
| 2011   | 借りぐらしのアリエッティ The Borrower Arrietty                                         | アリエッティ                                   | 声の出演（英国版吹替） | 志田未来（原語版） |
| 2011   | 天使の処刑人 バイオレット&デイジー Violet & Daisy                                      | デイジー                                       | | 浅倉杏美           |
| 2012   | ビザンチウム Byzantium                                                                 | エレノア                                       | | 寿美菜子           |
| 2013   | ザ・ホスト 美しき侵略者 The Host                                                       | メラニー・ストライダー                         | | 吉田聖子           |
| 2013   | ジャスティンと勇気の騎士の物語 Justin and the Knights of Valour                        | タリア                                         | 声の出演 | （吹き替え版なし） |
| 2013   | わたしは生きていける How I Live Now                                                    | デイジー                                       | | （吹き替え版なし） |
| 2014   | グランド・ブダペスト・ホテル The Grand Budapest Hotel                                  | アガサ                                         | | 三浦綾乃           |
| 2014   | ロスト・リバー Lost River                                                              | ラット                                         | | 山口立花子         |
| 2015   | ストックホルム・ペンシルベニア Stockholm, Pennsylvania                                 | レイア                                         | | （吹き替え版なし） |
| 2015   | ブルックリン Brooklyn                                                                  | エイリシュ・レイシー                           | アカデミー主演女優賞ノミネート 英国アカデミー賞 主演女優賞ノミネート ゴールデングローブ賞 映画部門 主演女優賞 (ドラマ部門)ノミネート 英国インディペンデント映画賞女優賞受賞 ニューヨーク映画批評家協会賞主演女優賞受賞 ロサンゼルス映画批評家協会賞主演女優賞次点 ボストン・オンライン映画批評家協会賞主演女優賞受賞 ワシントンD.C.映画批評家協会賞主演女優賞受賞 | （吹き替え版なし） |
| 2017   | ゴッホ 最期の手紙 Loving Vincent                                                       | マルグリット・ガシェ                           | | 伊藤かな恵         |
| 2017   | レディ・バード Lady Bird                                                               | クリスティン・"レディ・バード"・マクファーソン | アカデミー主演女優賞ノミネート 英国アカデミー賞 主演女優賞ノミネート ゴールデングローブ賞 映画部門 主演女優賞 (ミュージカル・コメディ部門)受賞 ゴッサム・インディペンデント映画賞女優賞受賞 ニューヨーク映画批評家協会賞主演女優賞受賞 シカゴ映画批評家協会賞主演女優賞受賞                                                                                       | 嶋村侑             |
| 2017   | 追想 On Chesil Beach                                                                   | フローレンス・ポンティング                     | | 森なな子           |
| 2018   | かもめ The Seagull                                                                     | ニーナ・ミハイロヴナ・ザレーチナヤ             | | （吹き替え版なし） |
| 2018   | ふたりの女王 メアリーとエリザベス Mary Queen of Scots                                  | メアリー・ステュアート                         | | 嶋村侑             |
| 2019   | ストーリー・オブ・マイライフ/わたしの若草物語 Little Women                             | ジョー・マーチ                                 | アカデミー主演女優賞ノミネート 英国アカデミー賞 主演女優賞ノミネート ゴールデングローブ賞 映画部門 主演女優賞 (ドラマ部門)ノミネート オーストラリア映画テレビ芸術アカデミー賞 オーストラリア国外部門 主演女優賞受賞 ボストン映画批評家協会賞 主演女優賞受賞 | 朝夏まなと         |
| 2020   | アンモナイトの目覚め Ammonite                                                          | シャーロット・マーチソン                       | | （吹き替え版なし） |
| 2021   | フレンチ・ディスパッチ ザ・リバティ､カンザス・イヴニング・サン別冊 The French Dispatch | ショーガール                                   | | 沼田智佳           |
| 2022   | ウエスト・エンド殺人事件 See How They Run                                              | ストーカー巡査                                 | | （吹き替え版なし） |
| 2023   | もっと遠くへ行こう。 Foe                                                               | ヘン                                           | | 清水理沙           |
| 2024   | The Outrun                                                                             | Rona                                           | 兼制作 |                    |
| 2024   | ブリッツ ロンドン大空襲 Blitz                                                          | リタ                                           | Apple TV+オリジナル映画 | 本名陽子           |
| TBA    | Bad Apples                                                                             | Maria                                          | ポストプロダクション |                    |

### ミュージックビデオ
- トーキング・ヘッズ「サイコ・キラー（英語版）」（2025年）[12]

## 著書

### 寄稿
- Feminists Don't Wear Pink (and other lies): Amazing women on what the F-word means to them, (2018年) Penguin. ISBN 978-0241357187